# مطبخ مصري

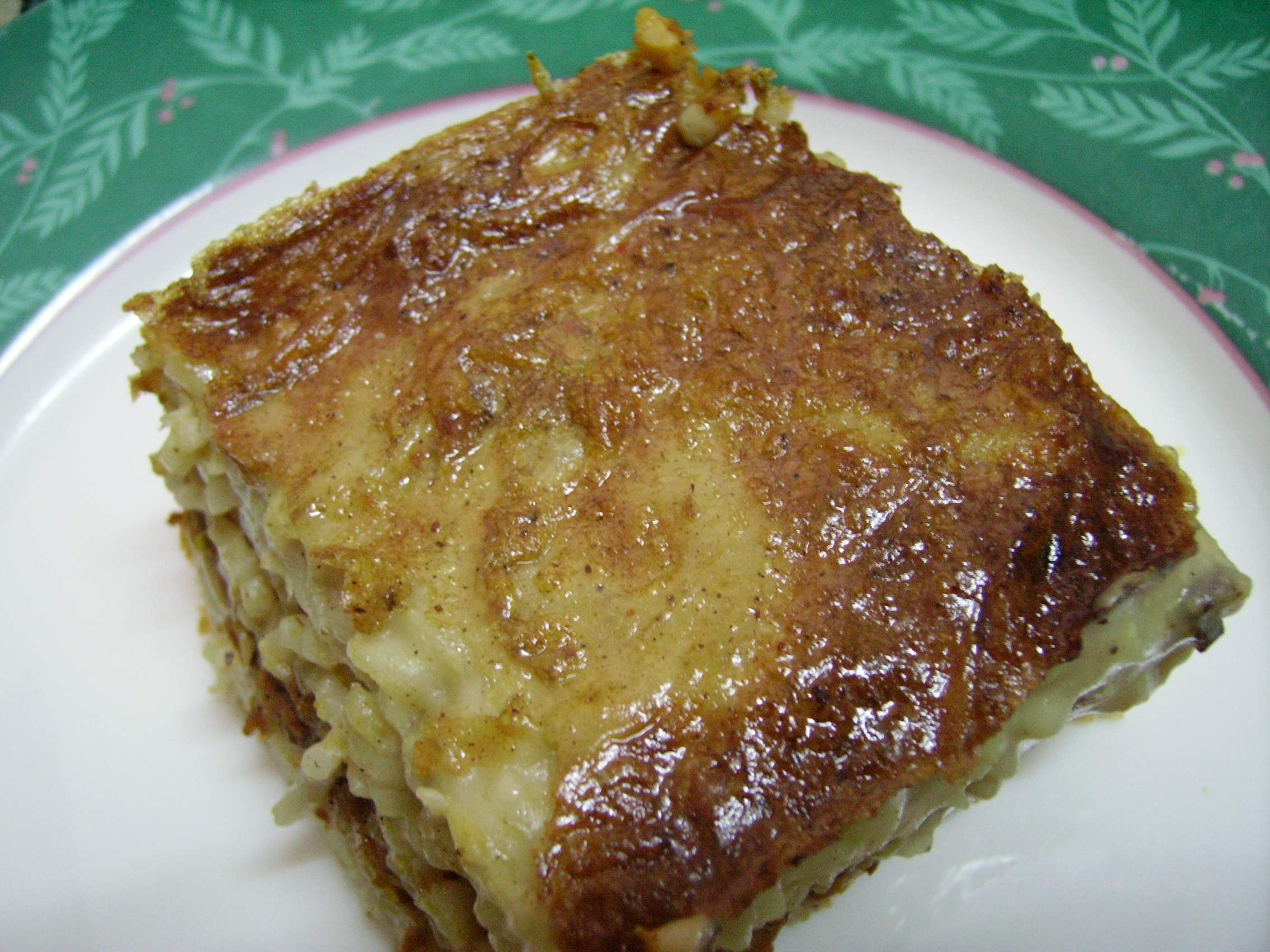
قطعة من المكرونة بالبشاميل

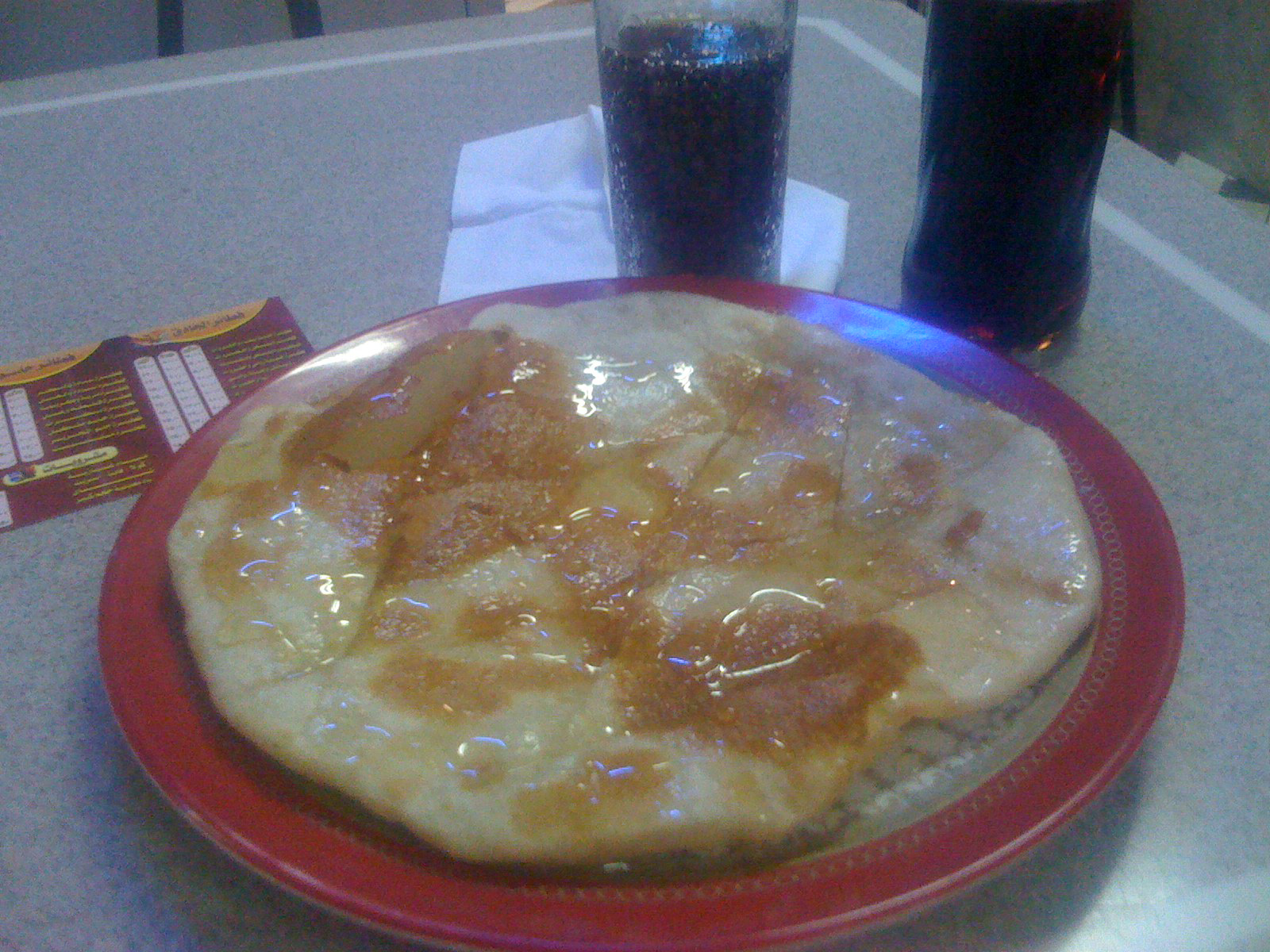
فطير مشلتت.

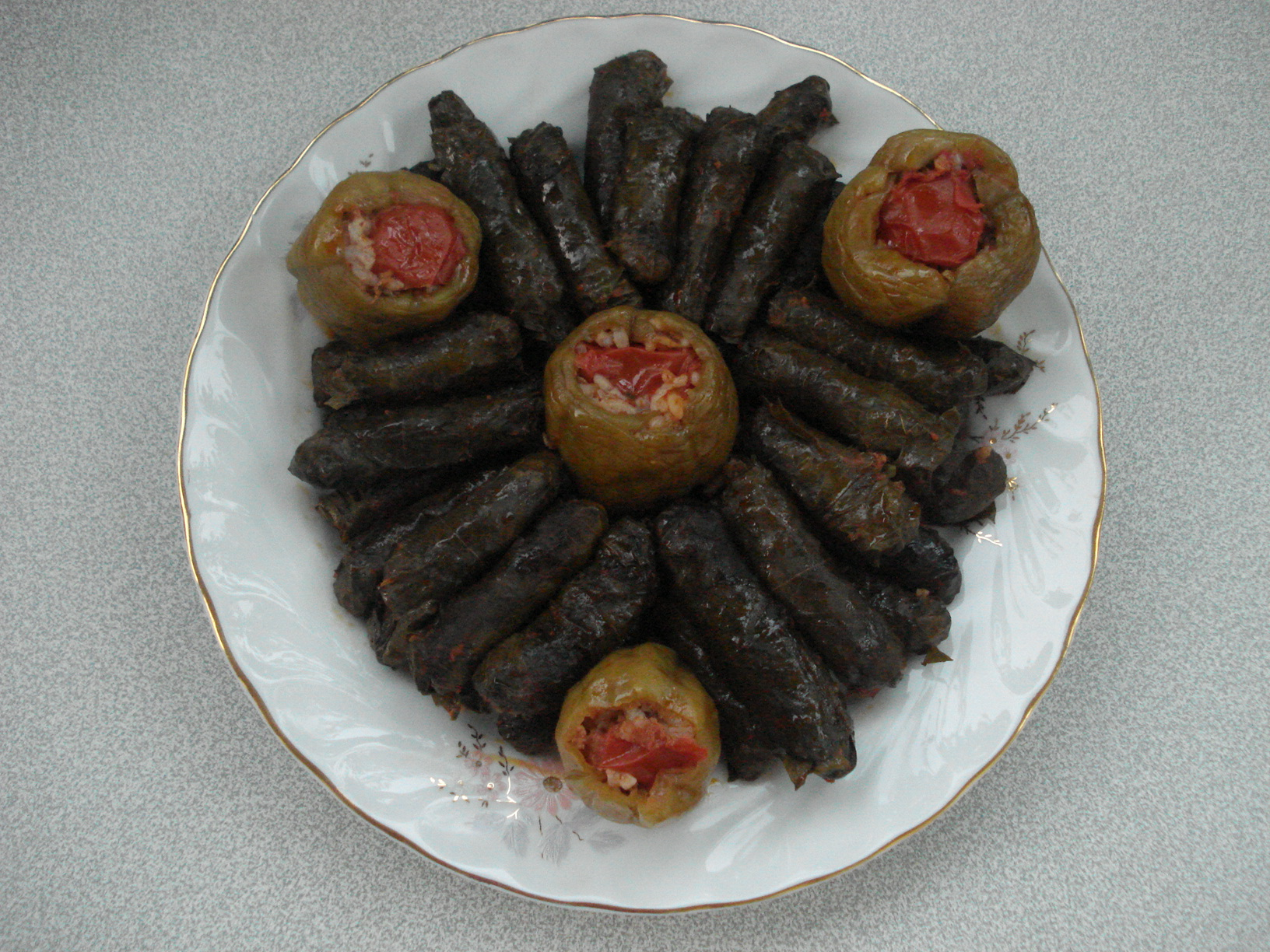
صحن محشي ورق عنب.

يشتهر المطبخ المصري بمذاقه المصري الخاص مع وجود بعض التأثيرات الغنية التي تثريه، خاصة التأثيرات التركية والشامية (سوريا)، ودول البحر المتوسط (إيطاليا). العديد من الأطعمة المصرية ما زالت موجودة منذ آلاف السنين عند المصريين مثل الفطير المشلتت والعجة والفول الكشك البيصارة المدمس والويكا وكعك العيد عند المصريين في عيد الفطر، البيض الملون والفسيخ في عيد شم النسيم...إلخ.
وينقسم المطبخ المصري إلى مطابخ فرعية ينتشر فيها الأكل المصري العادي بالإضافة إلى أكلات خاصة بها مثل المطبخ الاسكندراني (البحري) والمطبخ الصعيدي (القبلي)، والمطبخ الفلاحي (ريفي)، والمطبخ البدوي (متأثر بأكلات الخليج العربي)، والمطبخ الشعبي. أما عن العاصمة فهي مزيج من المطابخ السابقة بالإضافة إلى المطبخ الإيطالي والهندي والخليجي والشامي. وقليلاً ما نجد أكلات من المطابخ الفرنسية أو الشرق آسيوية. وقد أثر المطبخ المصري علي الدول المجاورة فانتقلت أكلات مثل الفول والطعمية والشكشوكة وام علي والكحك وغيرها للدول المجاورة
وقد أثر المطبخ التركي كثيراً وتأثر بالمطبخ المصري، فمنح المطبخ المصري نكهة مميزة إضافة إلى نكهته المصرية، ومن أشهر الأطعمة التركية التي توجد في المطبخ المصري: الكباب والكفتة وأكلة الشركسية والشاورمة بجانب حلويات مثل: البقلاوة و...إلخ.
الحلويات الشامية أيضاً دخلت المطبخ المصري وتُعرف بالحلويات الشرقية الشامية.

## تعبيرات مصرية دارجة متعلقة بالأكل

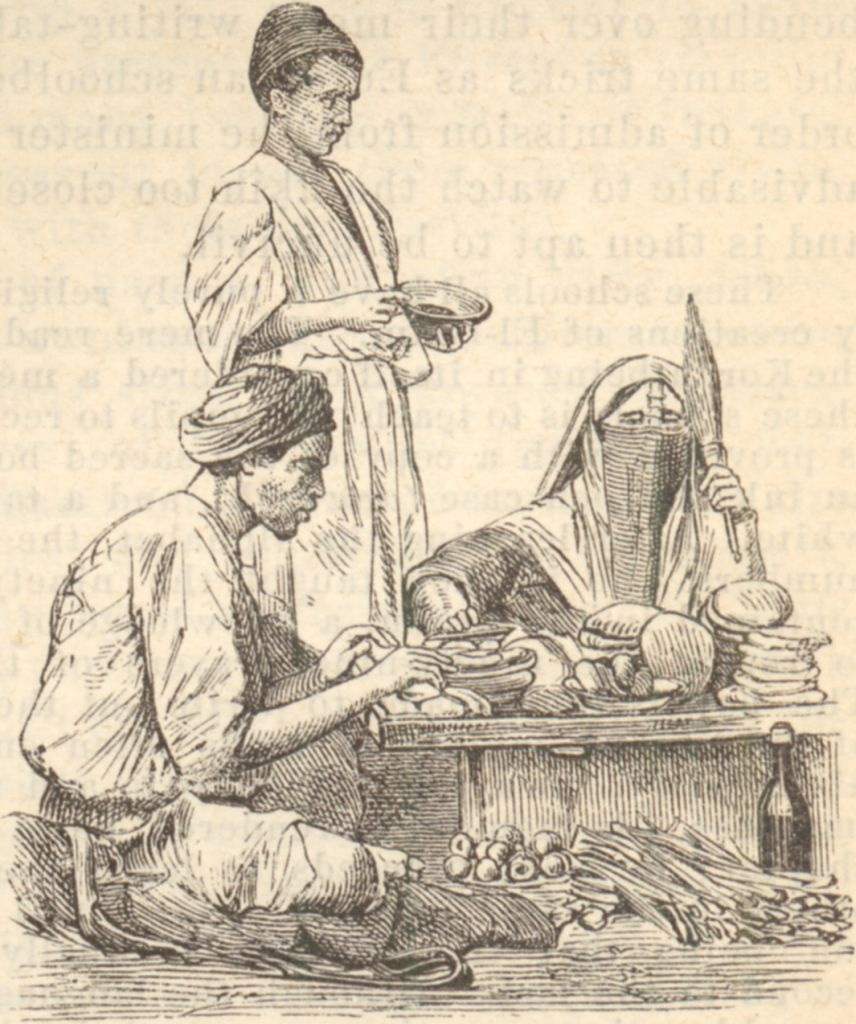
مطبخ عام سنة 1885م.

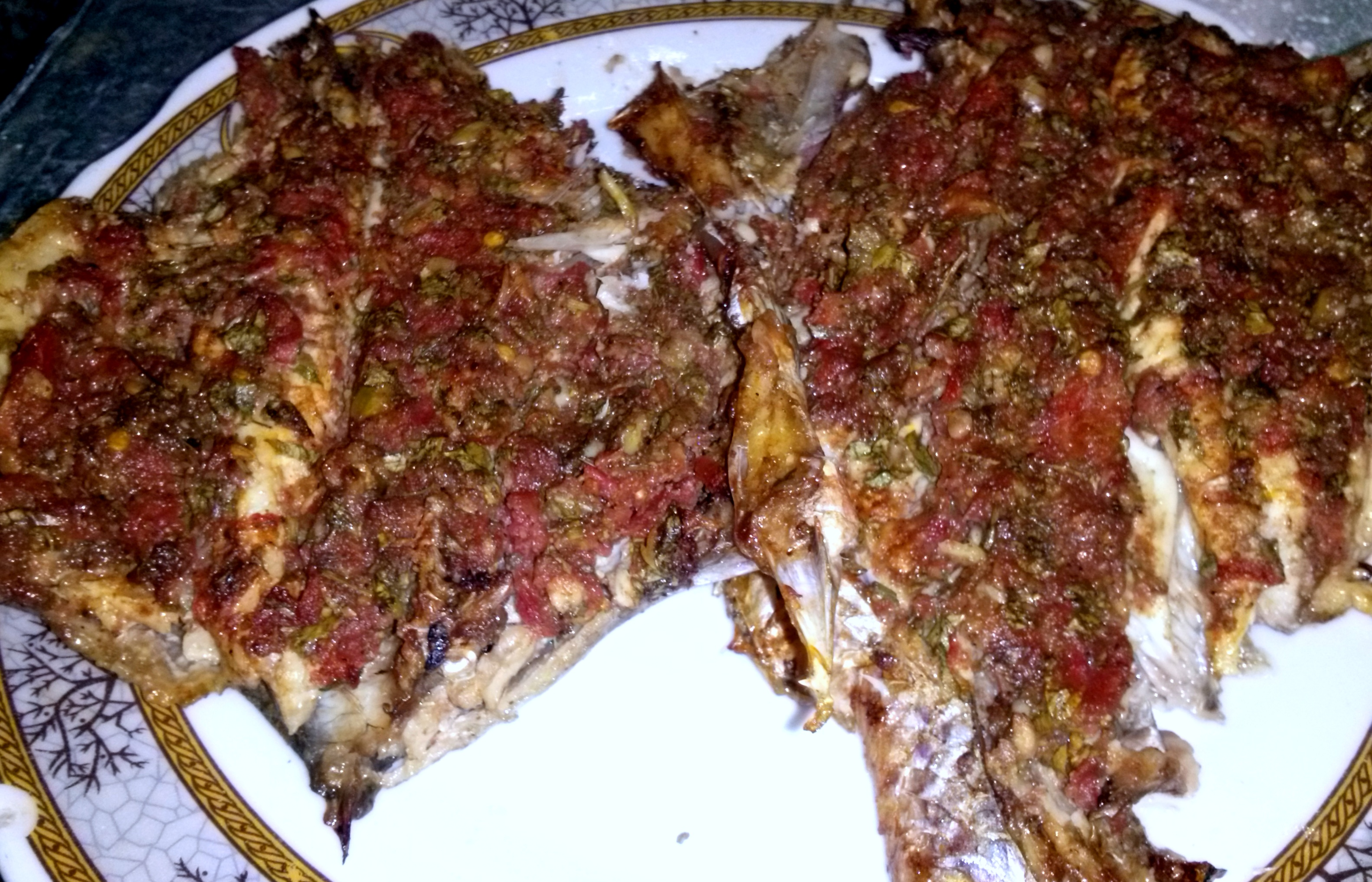
السمك السنجاري

هناك عدة تعبيرات مصرية خاصة بالأكل، منها:
- قرديحي: وتعني أكل لا يحتوي على لحوم، وتنطق بالمصري «أورديحي».
- طبيخ: خضروات أو حبوب مطبوخة بصلصة الطماطم والبصل أو الثوم أو الاثنين معاً، مثل البامية والبسلة بالجزر والفاصوليا البيضاء والخضراء واللوبيا والبطاطس والقلقاس والسبانخ بالأرز في الصلصة. وعلى الرغم من أن الملوخية لا تصنع بصلصة طماطم ولكن يطلق عليها طبيخ.
- مسبك: في الطبيخ عندما تترك الصلصة على النار حتى تصبح سميكة.
- كندوز: لحم لحيوان كبير السن ويطلق عليها أحياناً كسر
- مستكاوي: طريقة تسوية وخاصة اللحوم المشوية وتعني متوسطة النضج، وليست كاملة النضج، لكي يكون اللحم غض وعصاري.
- عجالي: لحم لحيوان صغير السن ويطلق عليها أحياناً بتللو
- لباني: لحم عجل صغير جداً في السن (رضيع)
- شامورت: فراخ صغيرة الحجم والسن.

## النظام الغذائي

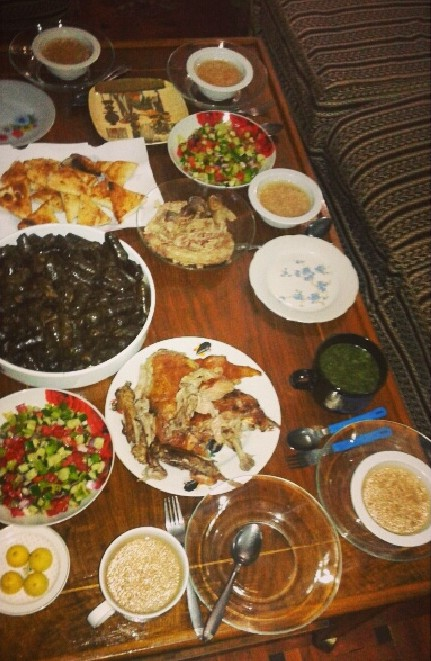
مائدة إفطار رمضاني

### الإفطار
بالعامية المصرية الفِطار يكون بعد الاستيقاظ، ويترواح توقيته من السابعة صباحاً إلى الثانية عشر ظهراً. ومن مكونات الفطار في مصر: فول- طعمية- بيض مسلوق/ مقلي / بالبسطرمة- زبادي- عيش بلدي/ فينو- لانشون- جبنة (بيضا- براميلي- فيتا- حادقة- رومي)- شاي بلبن- مخلل- زيتون- بتنجان (باذنجان) مخلل.
وأكثرهم انتشاراً الفول والطعمية، وتنتشر محلات الفول والطعمية بكثرة في مصر. وهي تقدم سندوتشات الفول والطعمية والبطاطس التي يقبل عليها الكثير وأيضاً تقدم فول وطعمية وعجينة طعمية.

## قائمة المأكولات
| الإفطار        |  | |
| فول مدمس       |  | . |
| كشك            |  | . |
| عجة            |  | عجة البيض والبقدونس يخفق البيض مع الزيت ويضاف الدقيق لخليط البيض. مع البصل الأخضروالثوم يُتبل الخليط بالبهارات والملح والفلفل.                                                     |
| فلافل أو طعمية |  | تصنع من الفول يوجد أكثر من نوع طعمية اسكندراني وهي محشية وطعمية صعيدية طعمية عين الكتكوت محشية شرائح بيض                                                                          |
| شكشوكة         |  | توضع الخضر المتنوعة في وعاء ثم تسخن حتى تذبل ونضج جيدا. يمكن إضافة كمية قليلة من الماء.بعد ذلك تضاف الزيت لتقلية المحتويات في قدر أو في مقلاة حسب الكمية. بعد أن تسخن نضيف البيض. |

### الغذاء

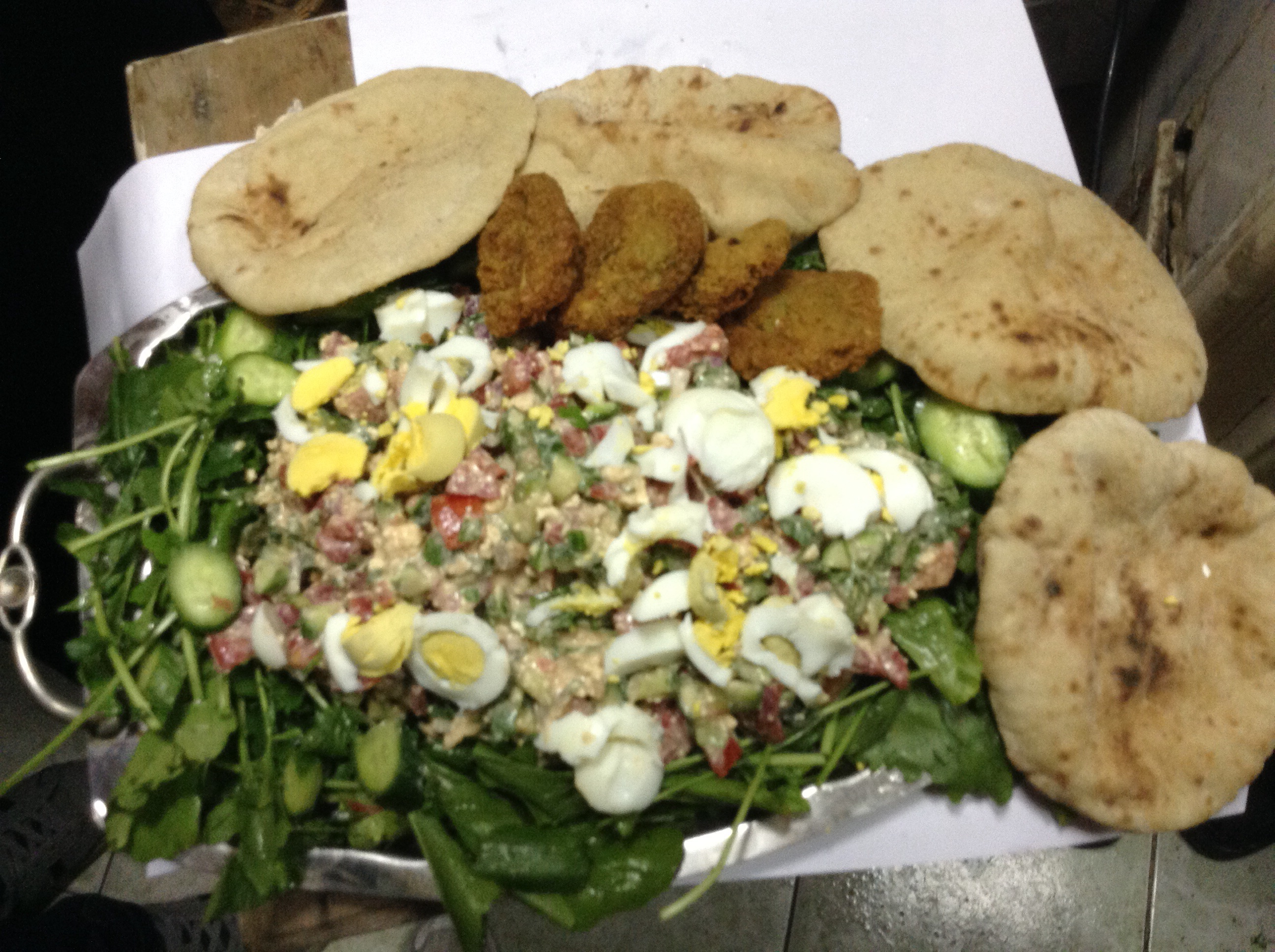
فول مدمس وفلافل وبيض مسلوق - إفطار تقليدي

بالعاميه المصرية الغدا وهي أهم وجبة، وتكون في توقيت من الثالثة حتي الخامسة ظهراً، ويعتمد المطبخ المصري على المواسم، فلكل موسم أكل خاص به نتيجة توافر مكوناته بالأسواق في هذا الموسم على الرغم لأن هناك مكونات من موسم قد تكون متواجدة طول العام إلا أن معظم المصريين لا يحبذون طبخها إلا في موسمها.
- الأرز: الأكل المصري يعتمد بشكل كبير على الأرز (رز باللغة العامية المصرية) كطبق أساسي أو مكون لطبق آخر، وهو أكلة غير موسمية في مصر، ويمكن أن يطبخ في شكل رز بشعرية - رز أبيض - رز سمك - رز محمر أو كمكون أساسي مثل الكشري والمحشي - رز باللبن- رز معمر
- المحاشي: مجموعة من الخضروات أو أوراق نباتات تحشي بالأرز، وأحياناً باللحمة المفرومة أو الفريك، من أشهرها في مصر ورق العنب (موسم الصيف )، ويفضل معظم المصريين أن يكون المحشي رفيعاً، وهذا يحتاج مجهوداً كبيراً عن الإصبع السميك - الكرنب (موسم شتوي ) - الباذنجان (يفضل الأبيض عن الأسود ويفضل للمحشي أن يكون عود الباذنجان رفيعاً)- خس - كوسة - بطاطس وهي تحشي باللحمة المفرومة- البصل وهو يعتبر أكلة رخيصة التكلفة.
- اللحوم والطيور: اللحوم المشهورة في مصر اللحم البقري والجاموسي، وعادة تسلق في الماء أو يصنع منها كباب حلة أو تشوي بعد التتبيل، كما أيضا نحصل منها على أهم الأكلات الشعبية مثل العكاوي (الذيل)- الكرشة (جدار بطن الحيوان)- الكوارع (الساق) - الحلاويات وتكون جوار الكبد - الممبار وهو عبارة عن أمعاء الحيوان، ويتميز الجاموس بكبر قطرها عن البقري لذلك تفضل في الاستخدام، وتنظف جيداً وتحشي بالأرز ثم تسلق، وبعد أن تسوي ترفع من الماء وتحمر - وأيضاً الفشة والكبدة. أما لحوم الخروف (الضاني) والماعز فتؤكل في الأعياد، وهي قليلة الانتشار في مصر مقارنةً بالبقري والجاموسي لأنها قليلة اللحوم ومرتفعة السعر، كما يوجد لحوم الأرانب، وهي خفيفة في الأكل ومنتشرة إلي حد ما. ويوجد أيضا لحم الغزال وهو يقدم فقط في أماكن محدودة وبالطلب، وتكون أسعارها مرتفعة للغاية لايتحملها معظم المصريين.

أما عن الطيور فالفراخ (الدجاج) هو أشهرها في مصر وهي إما ان تسلق أو تحشي بالأرز أو بالفريك (حبوب قمح) أو تشوي، وهناك عدد كبير يسلقها نصف سوي ثم يدخلها الفرن مع صينية بطاطس. ويوجد أيضاً البط والوز (الإوز) والديك الرومي والنعام لكنه غالي الثمن وغير منتشر.
- الأسماك: ينتشر السمك المشوي خاصةً في المناطق البحرية مثل دمياط والإسكندرية، وأيضاً السمك المقلي، وتعرف الإسكندرية بالسمك السنجاري، وينتشر في دمياط سمك الشبار (البلطي)، والقراميط، والسردين، والجمبري، والبوري.
- السلطات: تنتشر السلطة الخضراء العادية، كما تعرف سلطة بابا غنوج، وسلطة الطحينة البيضاء، ومن المقبلات الجرجير والفجل الأخضر، والبصل الأخضر، والكرات الأخضر.

#### أكلات متنوعة
- ملوخية
- كشرى
- كشك
- بامية
- شوربة العدس
- مكرونه بالصلصة
- مسقعة
- فول
- طعمية (فلافل)
- شكشوكة
- عجة
- تقلية
- تتبيلة اللحم
- ثوميه (صلصة الثوم)
- صيادية
- سمك مشوي
- شركسيه
- فتة
- حمام محشي بالفريك

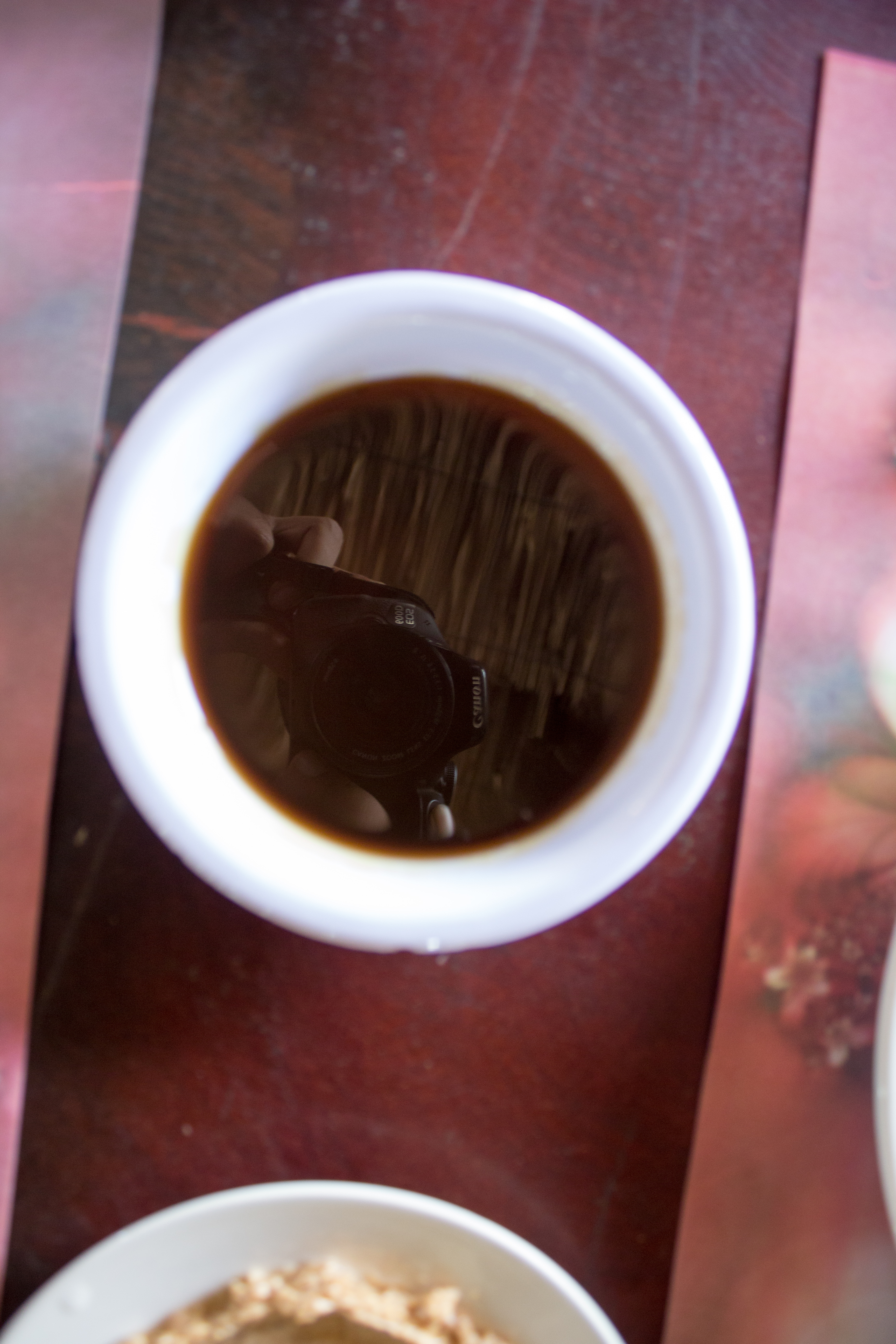
عسل أسود أحياناً يقدم مع طحينة حمراء

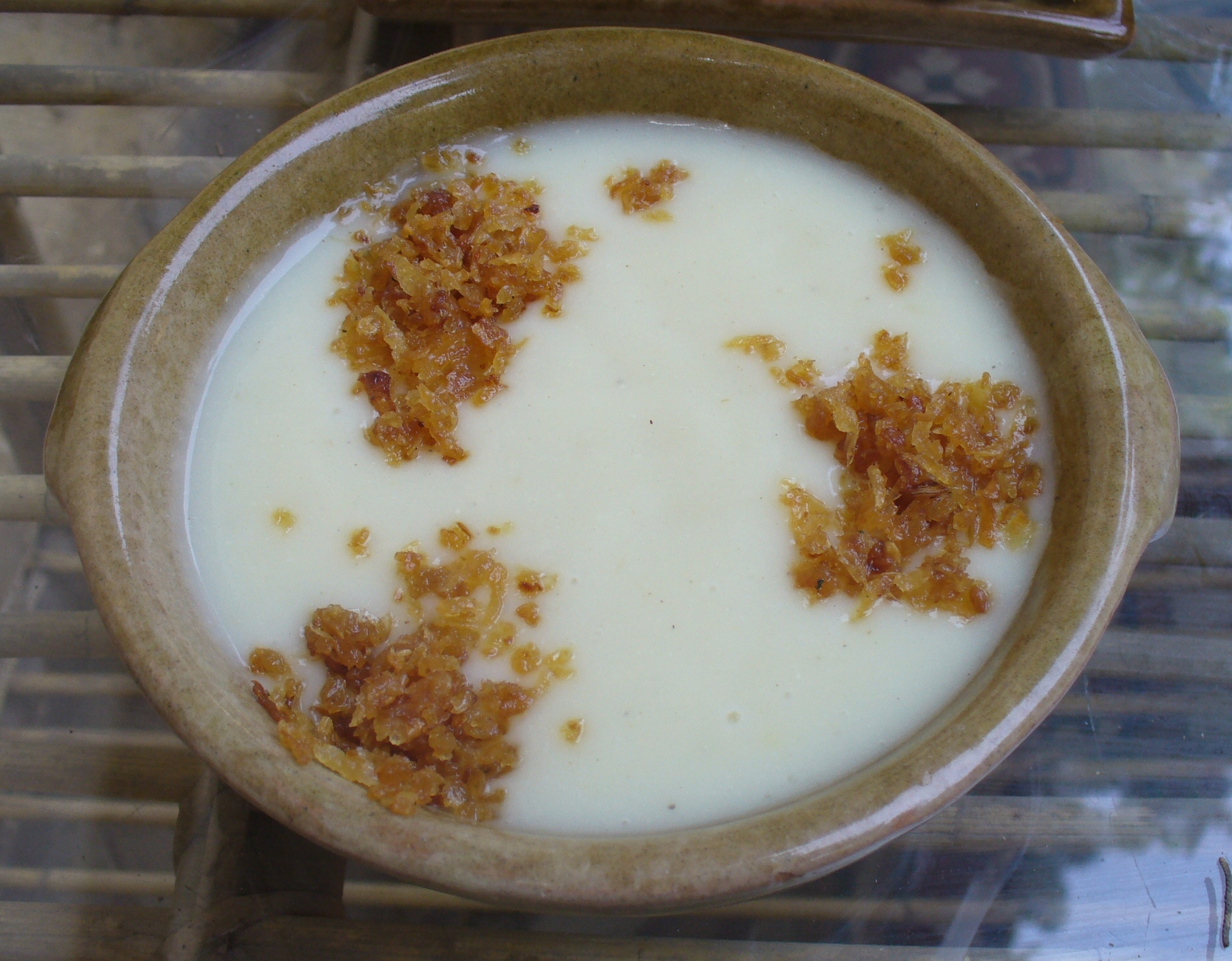
كشك

- طرشي (مخلل ليمون وجزر ولفت وخيار وبصل وفلفل)
- سمك صينية بالليمون والزيت
- رقاق باللحمة المفرومة
- الكوارع
- كبدة اسكندراني
- مديدة
- مفتأة
- مخروطة
- كفته داود باشا
- كفنة الأرز
- كفتة الجمبري
- البصارة
- طرب (كفتة المنديل الضاني)
- كبيبة غمراوي

## المخبوزات
- فطير مشلتت (مطبخ فلاحي)
- الرقاق
- البتاو (مطبخ صعيدي)
- الفايش (مطبخ صعيدي)
- العيش الشمسي (مطبخ صعيدي)
- القراقيش
- ملانة (مطبخ صعيدي)
- منين بالعجوة (مطبخ صعيدي)
- قُرَص (مطبخ فلاحي)، وفي زيارة المدافن يعرف تقليد توزيع نوع من القرص يسمى قرص الرحمة.
- سميط
- البكاكين الفلاحي

## الحلويات
- مهلبية
- أرز بلبن
- أم علي
- كشك
- كنافة
- قطايف
- بلح الشام
- زلابية
- صوابع زينب

تعتبر أصابع زينب من الحلويات المرغوبة في كل بيت عربي لسهولة تطبيقها وبسبب طعمها اللذيذ الغني عن التعريف طريقة عمل أصابع زينب
- كحك العيد
- غُريِّبة
- بسبوسة
- هريسة
- مشبِّك
- الحجازية الاسكندراني

## المشروبات
المطبخ المصري ثري أيضاً بالمشروبات العديدة والتي ترتبط في أذهان المصريين بالمناسبات الدينية وأخرى هي المذاق المحبب إلى قلوبهم، مثل:
- العرقسوس هو المشروب المحبب إلى قلوب المصريين بشهر رمضان، فتجد المرأة المصرية تعده بالمنزل، كما تجد الباعة يتجولون به في رمضان وغير رمضان خاصةً في أيام الصيف الحارة ليكون هو المرطب الأشهى والأكثر مبيعاً وشعبية في مصر.
- الشاي الأسود فهو المشروب الساخن الأول والأكثر شعبية في مصر وعند أهل الصعيد يشرب مغلياً ويطلق عليه (شاي حبر)
- الخروب والتمر الهندي والسوبيا والعناب وهي أساساً مشروبات تنتشر في رمضان أكثر من غيرها.
- عصير القصب وهو ملك العصائر في مصر التي تشتهر بزراعة قصب السكر ولا تجد شارعاً في مصر يخلو من دكان بائع عصير القصب، فهو مرطب بالصيف حلو المذاق به فوائد عديدة ويكون هذا المشروب أكثر غنى في المذاق بالشتاء عنه بالصيف.
- التمر الهندي من أشهر المشروبات خاصة في رمضان ويباع في محلات العصير وأحياناً يباع كمسحوق يحتوي على سكر وتمر هندي عند العطاريين وقليلاً ما تجد من يصنعه منزلياً.
- الشربات شربات هو عصير مركز ماء ورد نقي غالباً بالفراولة لونه أحمر، ويوجد أيضاً فواكه مثل المانجو وشربات ورد يشرب في مناسبات النجاح والزواج.
- حمص الشام (حلبسة)
- سحلب
- نبيذ مصري
- ابريه .. وهو مشروب نوبي ينحصر فقط في منطقة النوبة يتكون من رقائق الأبريه والماء والسكر أو كاضافة لمشروبات اخري مثل قمر الدين

## منتجات ألبان
- الجبنة القريش (مطبخ فلاحي)
- الجبنة الرومي
- الجبنه القديمة
- الزبدة البلدي
- الزبدة الصفرة
- المش
- السمنة
- المورتة (عجوزة)
- القشطة
- كريمه لباني

## أسماك مملحة
عادة مصرية قديمة هي أكل الأسماك المملحة، وغالباً ما تؤكل في شم النسيم مع الخس والبصل وتلوين البيض وأيضاً في وقفة العيد.
- الرنجة سمك الهرنج مدخن
- فسيخ سمك البوري مملح
- سردين
- ملوحة سمك نهري يتم تمليحة يشتهر خاصة في جنوب مصر.